# Saint-Georges-de-Reneins
Saint-Georges-de-Reneins település Franciaországban, Rhône megyében. Lakosainak száma 4533 fő (2022. január 1.). Saint-Georges-de-Reneins Fareins, Lurcy, Messimy-sur-Saône, Montmerle-sur-Saône, Arnas, Blacé, Charentay, Saint-Étienne-des-Oullières, Saint-Julien és Belleville-en-Beaujolais községekkel határos.

## Népesség
A település népessége az elmúlt években az alábbi módon változott:
| Lakosok száma | 4320 | 4359 | 4457 | 4378 | 4394 | 4409 | 4403 | 4461 | 4533 |
|               | 2013 | 2015 | 2016 | 2017 | 2018 | 2019 | 2020 | 2021 | 2022 |